# Yegor Klimonov
Yegor Klimonov –en ruso, Егор Климонов– (Nizhni Taguil, 24 de agosto de 1992) es un deportista ruso que compite en halterofilia. Ganó una medalla de plata en el Campeonato Europeo de Halterofilia de 2019, en la categoría de 96 kg.

## Palmarés internacional
| Campeonato Europeo | Campeonato Europeo | Campeonato Europeo | Campeonato Europeo |
| Año                | Lugar              | Medalla            | Categoría          |
| ------------------ | ------------------ | ------------------ | ------------------ |
| 2019               | Batumi (Georgia)   | Medalla de plata   | 96 kg              |